# おーい せたがや
「おーい せたがや」は、カズンの楽曲。作詞・山花梨恵、作曲・井上鑑。東京都世田谷区が「21世紀せたがやのうた」として制定した楽曲である。

## 解説
世田谷区では1981年（昭和56年）の区民まつり開催に合わせて区歌「緑と風と翼」および応援歌「がんばれ元気な世田谷っ子！」を制定していたが、21世紀に入り「世田谷の魅力再発見とブランドアップの推進」を掲げ「夢や希望にあふれる世田谷」をイメージした新区歌を作成する方針を発表した。歌詞は区内の小学校児童および中学校生徒に募集対象を限定し、応募総数107篇から当時区立山崎小学校6年に在籍していた応募者の作品が採用されている。
2005年（平成17年）6月に歌詞が決定した後、区内在住の井上に作曲を依頼し8月の区民まつりで発表演奏を実施、10月29日付で制定された。創唱者にはポップスグループのカズンが選ばれている。既存の区歌「緑と風と翼」とは代替わりでなく並立関係となっており、区が毎年発行する区勢要覧には「おーい せたがや」と「緑と風と翼」「がんばれ元気な世田谷っ子！」の3曲が掲載されている。ただし、区の公式サイトで音源を提供しているのは「おーい せたがや」のみであり、他の楽曲は歌詞の紹介と世田谷区役所広報公聴課でのカセットテープ貸し出しのみ対応している。

## 振付
「おーい せたがや」の楽曲に合わせた2種類のダンスが世田谷区スポーツ振興財団と世田谷区教育委員会により、それぞれ作られている。

### アイディ体操
楽曲が制定された翌週の2005年（平成17年）11月5日発表。振付はパパイヤ鈴木の考案で、世田谷区スポーツ振興財団のキャッチフレーズ「いつでも」「だれでも」「どこでも」「いつまでも」をローマ字表記した頭文字の“I・D・D・I”から命名された。財団のマスコット「アイディ」の名称も同じ由来である。

### ひろがれ、せたがや
2019年（令和元年）発表。振付はSAM（TRF）で、2020年東京オリンピック・パラリンピック開催に向けた機運醸成を目的として世田谷区教育委員会により作成され、同年8月の区民まつりで発表が行われた。